# ダニー・ケイの牛乳屋
『ダニー・ケイの牛乳屋』（原題：The Kid from Brooklyn）は、1946年のアメリカ合衆国のコメディ映画。ハロルド・ロイド主演の1936年の映画『ロイドの牛乳屋』をダニー・ケイ主演でリメイクした作品である。監督はノーマン・Z・マクロード。サミュエル・ゴールドウィンによって製作された。

## キャスト
※括弧内は日本語吹替（初回放送1975年1月5日『劇映画』）
- バーリー：ダニー・ケイ（柳沢真一）
- ポリー：ヴァージニア・メイヨ（天地総子）
- スージー：ヴェラ＝エレン（杉山佳寿子）
- マクファーレン：スティーヴ・コクラン
- アン：イブ・アーデン
- ギャビー：ウォルター・エイベル（大塚周夫）
- スパイダー：ライオネル・スタンダー
- ルモワーヌ夫人：フェイ・ベインター
- オースティン氏：クラレンス・コルブ

## スタッフ
- 監督：ノーマン・Z・マクロード（英語版）
- 製作：サミュエル・ゴールドウィン
- 脚本：ドン・ハートマン（英語版）、メルヴィル・シェイヴルソン（英語版）
- 撮影：グレッグ・トーランド
- 音楽：カーメン・ドラゴン（英語版） ※ノンクレジット
- 制作：サミュエル・ゴールドウィン・プロダクションズ（英語版）